# Balázsfa
Balázsfa (szlovákul: Blažov) Hegyéte településrésze, egykor önálló község Szlovákiában, a Nagyszombati kerületben, a Dunaszerdahelyi járásban.

## Fekvése
Dunaszerdahelytől 3 km-re keletre található.

## Története
A községet első ízben 1260-ban említik Balasethét néven. 1380-ban ajándékozta Lajos király Pókateleki Miklós fiának, Jákobnak és testvéreinek. A falu akkoriban Barbalás néven ismert. Úgy látszik, hogy az 1336-ban említett község Poukatelde vagy Pókaföld, amelyet Károly Róbert király a pozsonyi várbirtokból adományozott Tamás mesternek, Csókakő és Gesztes várkapitányának. Tamás a Pókatelekiek családjának előde volt. Pókatelek viszont a Kondé család bölcsőjének számít, amely valószínűleg azonos Pókatelekiékkel. Ez a megsemmisült falu egykor nyilván Balázsfa határában állt. 1429-ben Blastehy néven említik. 
A falu újabb földesura az Orosz család, később rokonságuk is (Csúzy, Németh és mások). A balázsfai Orosz család régi csallóközi nemesi család, amely Balázsfát I. Lipóttól kapta adományként II. Orosz István érdemeimért, aki 1661-ben Párkány mellett, a törökök elleni harcban sebesült meg. A község korábbi tulajdonjoga a családot illetően nem alátámasztott. Oroszék a 20. század elejéig voltak itt földbirtokosok. Később 1945-ig Popper Józsefé és Pruchberg Józsefé volt a legnagyobb birtokrész.[forrás?]
A balázsfai Kálmán János öröklött birtokkal rendelkezett. Kálmán Györgynek (1650) felesége fajkürti és koltai Kürthy Margit volt, leszármazottaik Előtejeden és Nemesszegen birtokoltak.
Vályi András szerint "BALÁSFA. Balasetl. Elegyes tót falu Poson Vármegyében, birtokosai külömbféle Urak, lakosai katolikusok, fekszik a’ Csaloközben, Szerdahelyhez közel, mellynek filiája. Határja jó termékenységű, réttye, legelője kövér, vagyonnyai jelesek, első Osztálybéli."
Fényes Elek szerint "Balásfa, m. falu, Pozson vgyében, Szerdahelyhez keletre 3 fertálynyira, 98 kath., 9 ref., 7 zsidó lak. F. u. a törzsökös nemes Orosz fam. Ut. p. Somorja."
A trianoni békeszerződésig Pozsony vármegye Dunaszerdahelyi járásához tartozott. 
A helyi EFSz-t 1949 őszén alakították, ugyanebben az évben vezették be a faluba a villanyáramot. 1960-ban a falu elveszítette önállóságát, és Hegyéte részévé vált. 1965 után megváltozott az egykor önálló falu arculata, mint eső után a gomba, úgy szaporodtak az új családi házak. 1974-ben épült az efsz alkalmazottai számára az új négylakásos lakóház. Népkönyvtár is alakult a községben. 1975-1977 között építették az ifjúsági klubot, 1977-ben kezdték el építeni a kultúrházat, amelyet 1993-ban átépítettek.

## Népessége
1828-ban Balázsfának 16 lakóháza és 116 lakosa volt, 1869-re számuk 156-ra emelkedett, és fokozatosan tovább nőtt.
1900-ban 218, 1910-ben 265, túlnyomóan magyar lakosa volt.
1930-ban 276 lakos élt itt.
2001-ben Hegyétének 932 lakosából 815 magyar és 99 szlovák volt.
2021-ben Hegyétének 1466 lakosából 1169 magyar és 293 szlovák volt.